# Hugbel Roa
Pour les articles homonymes, voir Roa.
Hugbel Roa est un avocat et homme politique vénézuélien. Député à l'Assemblée nationale du Venezuela pour l'État de Trujillo, il a été ministre de l'Éducation universitaire, de la Science et de la Technologie du 4 janvier 2017 jusqu'au printemps 2019.